# Cocconotus schunkei
Cocconotus schunkei är en insektsart som beskrevs av Andrew Nelson Caudell 1929. Cocconotus schunkei ingår i släktet Cocconotus och familjen vårtbitare. Inga underarter finns listade i Catalogue of Life.